# Betroka
Betroka è un comune urbano (kaominina) del Madagascar, situato nella Regione di Anosy.